# Expeed

Expeed logó

A Nikon Expeed kép- és videoprocesszorok a Nikon digitális fényképezőgépek számára kifejlesztett speciális médiaprocesszorok. A nevet gyakran EXPEED formában használják. Ezek a processzorok számos feladatot végeznek: Bayer-szűrés, demosaicing eljárás, képérzékelő korrekciók/termikus zaj kivonása, képzaj zajcsökkentés, képélesítés, képátméretezés, gamma-korrekció, képjavítás/aktív D-Lighting, színtér konverzió, színösszenyomás, mintavételezési sebesség konverzió, lencse torzulás/kromatikus aberráció (színhiba) korrekció, képtömörítés/JPEG kódolás, videotömörítés, elektronikus képernyő/videointerfész meghajtás, digitális képszerkesztés, arcfelismerés, audió-jelfeldolgozás/hangtömörítés/kódolás és adattárolás/adatátvitel.
Az EXPEED egy olyan multiprocesszoros megoldás, amely egylapkás rendszeren, többmagos processzor architektúrában integrálja a képfeldolgozó processzort, amelyben akár egyetlen mag is képes a szükséges nagy számú párhuzamos utasítások/művelet elvégzésére. A rendszer különböző tár- és megjelenítő-interfészeket és egyéb modulokat is tartalmaz és egy digitális jelprocesszor (DSP) növeli a szimultán számítások számát. Egy lapkára integrált 32 bites mikrovezérlő kezdeményezi és vezérli a működést, valamint a processzorok, modulok és interfészek közötti adatátvitelt, amelyet tekinthetünk a kamera fő vezérlőegységének.
A Nikon minden generációban különböző változatokat alkalmaz professzionális és fogyasztói tükörreflexes digitális fényképezőgépeihez (DSLR) és MILCeihez, miközben a cég kompakt fényképezőgépeiben teljesen eltérő architektúrát alkalmaz. Ettől eltérő üzleti logikát valósít meg például a Canon a DIGIC vezérlőrendszereiben: a professzionális DSLR-ekben megduplázza a processzorok számát a fogyasztói sorozataihoz képest, amolyan „nyers erő”-típusú megoldásként. Az Expeed tehát egy alkalmazásspecifikus integrált áramkör (ASIC), amelyet a Fujitsu gyárt specifikusan a Nikon kialakítások számára, a Nikon specifikációinak megfelelően.

## Technológia
A Nikon Expeed a Fujitsu Milbeaut képfeldolgozó processzorokon alapul, pixelenként 16 bites felbontást és többmagos FR-V processzor-architektúrát alkalmaz egy nagymértékben párhuzamos futószalagos felépítésben, ami növeli a hardver hatékonyságát, a feldolgozási sebességet és csökkenti az energiafogyasztást. Mindegyik mag egy nyolcutas 256 bites VLIW MIMD processzort tartalmaz és egy négy egységes szuperskalár utasítás-futószalagos blokkba van szervezve (fixpontos ALU-, lebegőpontos- és két médiaprocesszor-egység), amelynek csúcsteljesítménye magonként és órajelciklusonként max. 28 utasítás. Az alkalmazott négyutas SIMD vektorprocesszor egységek ciklusonként és magonként max. 112 adatműveletet végeznek.
Egy lapkára integrált 32 bites Fujitsu FR RISC mikrovezérlő mag vezérli az összes processzort, modult és interfészt. Az EI-14x jelű Expeed változatok és az Expeed 2 és 3 ezen felül tartalmaz egy (FR-V alapú) HD videó kodek-feldolgozórendszert és egy 16 bites DSP-t különálló lapkára integrált 4 blokkos Harvard architektúrájú RAM-ot, amely például kiegészítő kép- és audió-jelfeldolgozáshoz használható. Az Expeed 3 (FR) (EI-158/175) alapja egy nagymértékben megnövelt feldolgozási sebességű javított Expeed 2 EI-154 rendszer.
Az Expeed 3 (ARM) új architektúrája tovább növeli a képfeldolgozó processzor és a H.264 videokódoló sebességét (az EI-160-ban két futószalaggal), ezt egy kétmagos ARM architektúrájú mikrovezérlő vezérli, felváltva a Fujitsu FR processzort.

CMOS képérzékelő szenzor vázlata oszlop- és sor-dekóderekkel a fotodiódák elektromos jeleinek átalakításához. A Nikon CMOS szenzorai szabadalmazott töltéserősítők

### Expeed előtti rendszerek

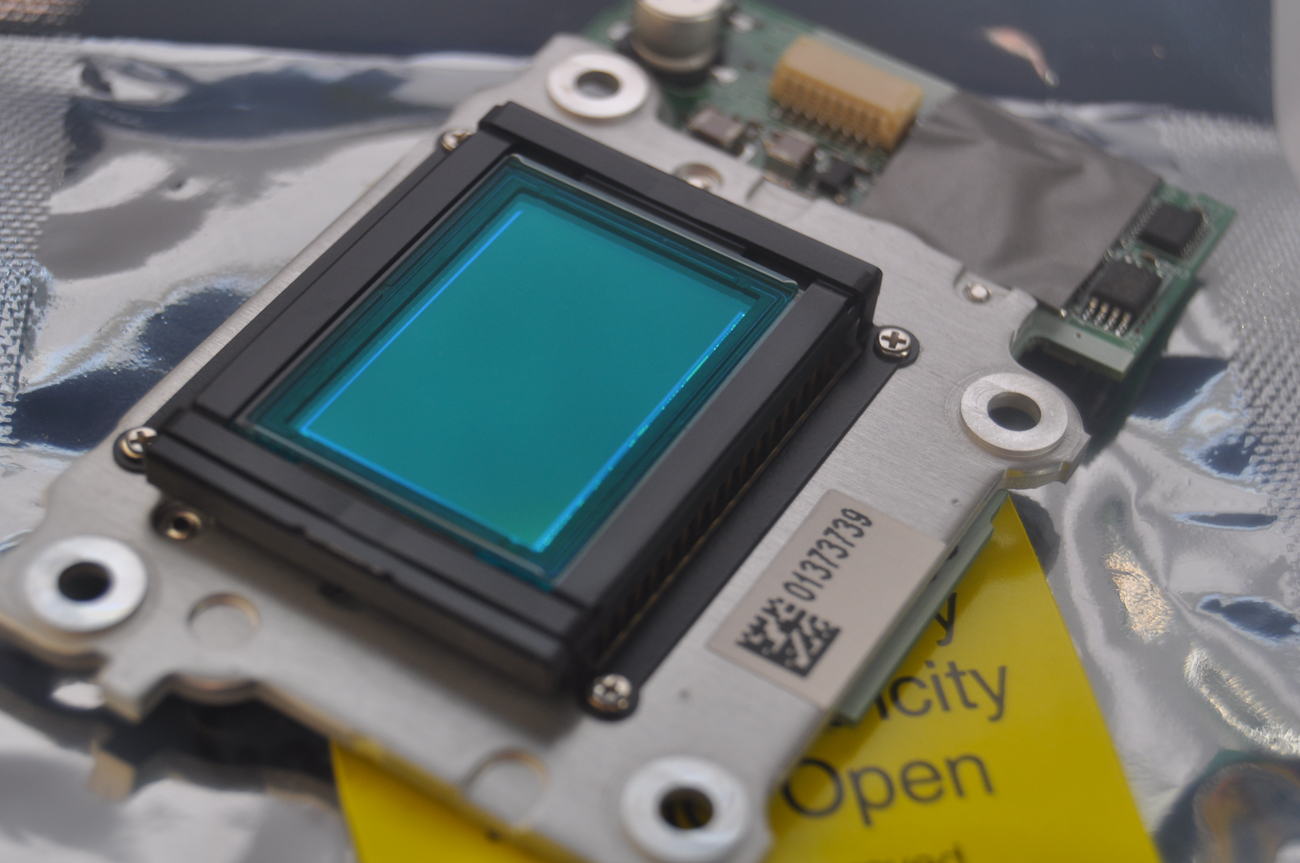
Nikon D70S 6 megapixeles CCD képérzékelő

## Változatok

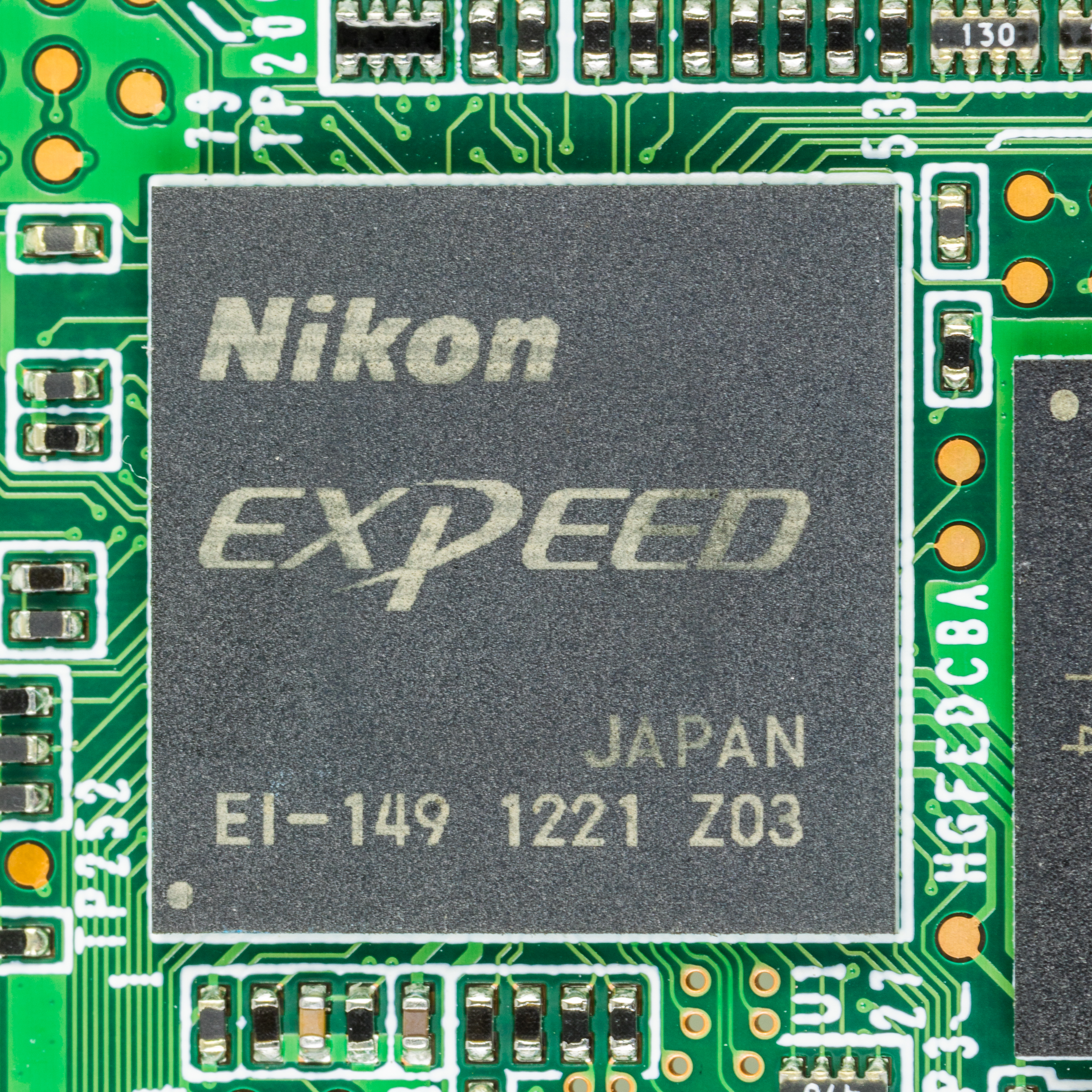
Nikon Expeed EI-149

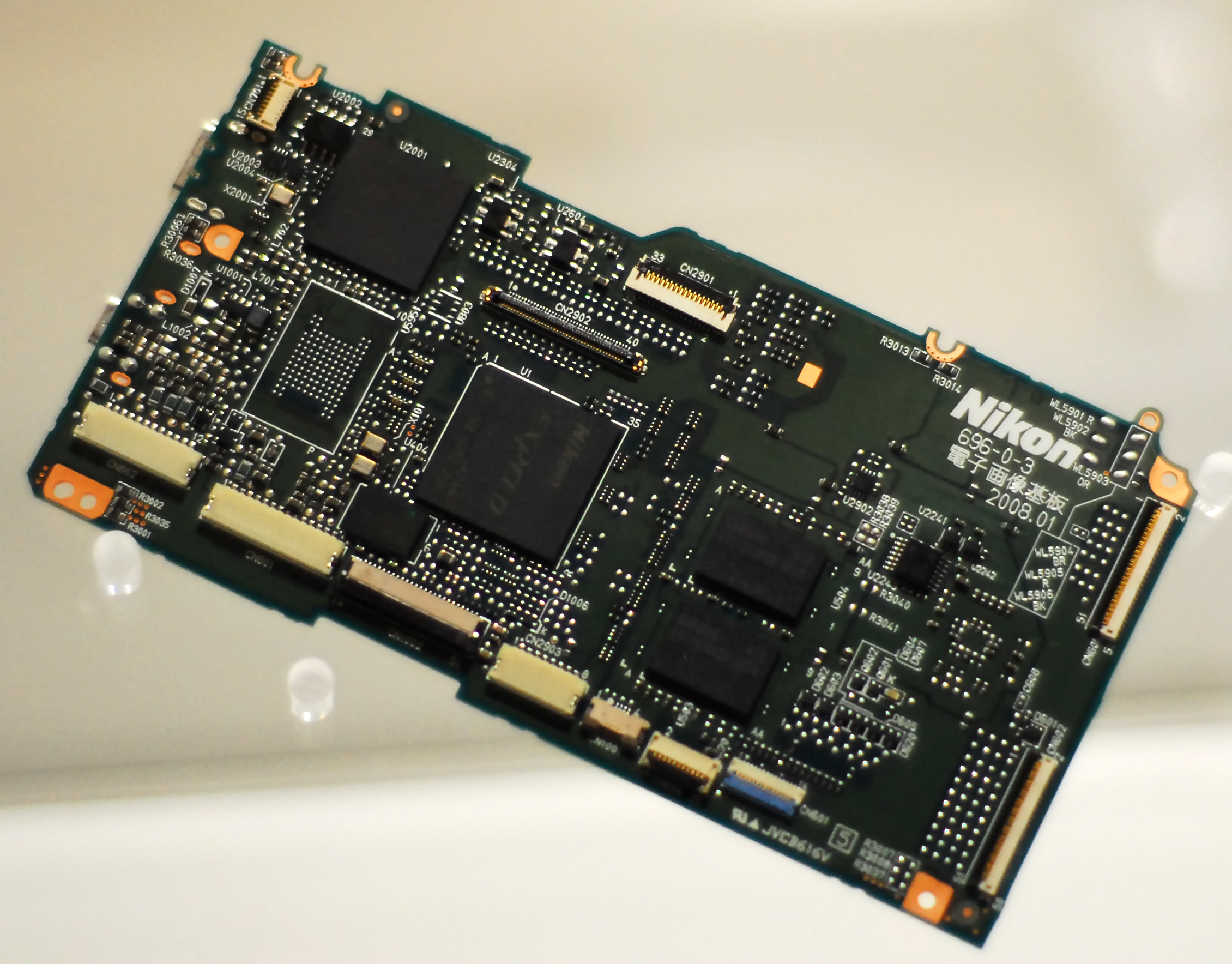
Nikon D700 alaplap Expeed EI-142-vel

### Expeed
Az első generációs Expeed processzor először a Nikon D3 és D300 fényképezőgépekben jelent meg, 2007-ben. A következő készülékekben: D3, D300, D3X, D700, D300S, D90, D60, D5000, D3000.

### Expeed 2
A következő készülékekben: Nikon D7000, D5100, D3100.

#### Expeed 2 (átmárkázott Expeed 1)
A Nikon D3S processzora annak ellenére, hogy az Expeed 2 nevet kapta, szinte ugyanaz az EI-142 processzor, mely a D3/D3X-ben is helyet kapott.

#### Expeed C2
Coolpix fényképezőgépekben használták.

### Expeed 3
A következő készülékekben: Nikon D4, D800/D800E, Df, D600, D610, D7100, D5200, D3200, Nikon 1 V1, Nikon 1 J1, Nikon 1 J2.

#### Expeed 3 (ARM)

##### Expeed 3A
A 3A változatot a Nikon 1 V2,  Nikon 1 J3,  Nikon 1 S1 készülékekben alkalmazzák.

### Expeed 4
A következő készülékekben: Nikon D4S, D810/D810A, D750, D7200, D5300, D5500, D5600, D3300, D3400, D3500.

#### Expeed 4A
A 4A változatot a Nikon 1 V3, Nikon 1 J4 és Nikon 1 S2 készülékekben alkalmazzák.

### Expeed 5
A következő készülékekben: Nikon D5, D850, D500, D7500.

#### Expeed 5A
A 3A változatot a Nikon 1 J5 készülékben alkalmazzák.

### Expeed 6
A következő készülékekben: Nikon D6, D780, Z 7, Z 7II (dupla), Z 6, Z 6II (dupla), Z fc, Z 5, Z 50, Z 30.

### Expeed 7
Az Expeed 7 processzort a Nikon 2021. október 28-án jelentette be. Ezt a Nikon Z 9 és Z 8 professzionális, Z 6III, Z 50II, valamint a retro-stílusú Z f tükör nélküli fényképezőgépekben alkalmazzák.

## Fordítás
Ez a szócikk részben vagy egészben  az   Expeed című angol Wikipédia-szócikk ezen változatának fordításán alapul.  Az eredeti cikk szerkesztőit annak laptörténete sorolja fel. Ez a jelzés csupán a megfogalmazás eredetét és a szerzői jogokat jelzi, nem szolgál a cikkben szereplő információk forrásmegjelöléseként.